# Beast of Burden
«Beast of Burden» («Вьючное животное») — песня британской группы Rolling Stones с их альбома 1978 года Some Girls. Позже в том же году вышла отдельным синглом. (Это был второй сингл с вышеназванного альбома, вслед за «Miss You».)
Песня достигла 8-го места в США (в чарте Billboard Hot 100).

## История создания
Музыка, а также кое-что из стихов были написаны Китом Ричардсом. В аннотации к сборному диску группы 1993 года Jump Back Ричардс говорит, что «„Beast of Burden“ была ещё одной [из тех песен], где Мик (Джаггер) просто заполнил пробелы в стихах. Со Стоунсами ты берёшь длинную песню, играешь её и смотришь, не возьмёт ли кто. Иногда они её игнорируют, иногда они её хватают и записывают. После всех этих быстрых номеров, [что мы записали] для Some Girls, все утихомирились и получили удовольствие от этого медленного.»

## Премии и признание
В 2004 году журнал Rolling Stone поместил песню «Beast of Burden» в исполнении группы Rolling Stones на 435-е место своего списка «500 величайших песен всех времён». В списке 2011 года песня находится на 443-м месте.

## Позиции в хит-параде
| Хит-парад (1978)        | Наив. поз. |
| ----------------------- | ---------- |
| США (Billboard Hot 100) | 8          |
| США (Cash Box)          | 7          |

## Версия Бетт Мидлер
В 1983 году песню перепела Бетт Мидлер на своём альбоме No Frills. В её версии было изменено несколько строк.
В следующем 1984 году её версия вышла отдельным синглом. (Это был третий сингл с вышеназванного альбома.) В видеоклипе к песне снялся Мик Джаггер.
В США песня в её исполнении достигла 71-го места (в чарте Billboard Hot 100).